# Ichor
Ichor (aɪkər) är inom grekisk mytologi den eteriska vätska som är gudarnas blod. Etymologin för det klassiska grekiska ordet ἰχώρ (ichor) är oklar och har föreslagits vara ett inlånat ord.